# اچ‌ام‌اس ایگل (۱۹۱۸)
اچ‌ام‌اس ایگل (۱۹۱۸) (به انگلیسی: HMS Eagle (1918)) یک زیردریایی بود که طول آن ۶۶۷ فوت ۶ اینچ (۲۰۳٫۵ متر) بود. این زیردریایی در سال ۱۹۱۸ ساخته شد.